# Tricking
Tricking jest nieformalną nazwą stosunkowo nowego sportu łączącego sztuki walki, gimnastykę i breakdance. Ma na celu stworzenie estetycznego połączenia salt, kopnięć i obrotów. Tricking zawiera wiele różnych ruchów jak backflip z gimnastyki, 540 kick z taekwondo, butterfly twist z wushu i double leg z capoeiry. Tricking można rozpoznać poprzez mocne kopnięcia, złożone szarpnięcia i skręty ciała. Jego wysoce stylizowane ruchy wyróżniają go spośród sztuk walki. Sportowiec uprawiający tricking nazywany jest „tricksterem” lub „trickerem”.

## Terminologia
Pojęcie „tricking” wzięło się po części z Martial Arts Tricks, które pochodzi z oryginalnego internetowego centrum trickingowego bilang.com.
Tricking został określony jako ekstremalna sztuka walki (XMA), jednak są to dwie różne rzeczy. Trickerzy omijają to pojęcie, gdyż tricking nie należy jednoznacznie do sztuk walki.
Pojęcia używane w trickingu są złożone z przedrostków i przyrostków. Słowa takie jak swipe, gyro, cheat, pop, missleg, switch, swing i hyper są wspólnymi oznaczeniami podstawowych zmian ruchów.

## Zasady
W odróżnieniu od wielu sportów tricking nie ma formalnych zasad, przepisów i reguł. Nie posiada organów zarządzających trickingiem, które by go regulowały. Trickerzy mogą wykonywać każdy rodzaj ekstremalnego manewru nazywając go sztuczką (trick), chociaż istnieją charakterystyczne, ogólnie przyjęte, ruchy. Niektórzy (szczególnie ci, którzy odkrywają tricking przez internet) mają tendencję do nauki łatwych i popularnych tricków (np. 540 Kick, Aerial i Backflip), po których uczą się coraz trudniejszych.

## Podział
Trickerów można podzielić na różne kategorie stylu. Niektórzy skupiają się na elementach sztuk walki (opartych głównie na kopnięciach), inni na freestyle'owej gimnastyce (wyróżnia ich na przykład duża liczba obrotów). Nieliczni potrafią idealnie połączyć te dwie dyscypliny. Trickerzy szkolą swoje ciało, by móc w każdej chwili wykonać odpowiednią sztuczkę.

## Nauka
Najważniejszymi elementami do opanowania są wytrzymałość, elastyczność, wyobraźnia i umiejętność lekkiego lądowania.
Ponieważ tricking jest nowym sportem, praktycznie nie istnieją specjalistyczne szkolenia. Tricker może szkolić swoje umiejętności na salach gimnastycznych, na trawie oraz na materacach. Na początku dobrym posunięciem jest wykorzystanie trampoliny, gdzie można wstępnie przełamać strach i w łatwiejszy sposób nauczyć ciało wykonywać odpowiednie czynności. Trickerzy są samoukami, często po kursach sztuk walki lub gimnastyki. Oprócz tego łączą się w grupy, gdzie wspólnie doskonalą swoje umiejętności i utożsamiają się ze sobą.
Osoby, które nie mają w środowisku trickerów, czerpią wiedzę z filmów zamieszczanych na stronach internetowych takich jak Kojo's Trick Lab, Club540 i AeriformMAT. Są również organizowane zloty dla trickerów, gdzie początkujący mogą uczyć się od innych, bardziej doświadczonych trickerów.